# ماده قابل برنامه‌ریزی
ماده قابل برنامه‌ریزی مادهای است که توانایی تغییر خواص فیزیکی خود (همچون شکل، چگالی، مدول، هدایت، خواص نوری، و غیره) را در یک روش برنامه ریزی، بر اساس ورودی کاربر یا سنجش مستقل دارد؛ بنابراین، ماده قابل برنامه ریزی مفهومی مشابه به ماده ای که ذاتاً دارای توانایی انجام پردازش اطلاعات است را دارد.

## تاریخ
ماده قابل برنامه ریزی اصطلاحی است که در اصل در سال ۱۹۹۱ توسط Toffoli و Margolus ارئه شده‌است تا به گروهی از عناصر محاسبه ای ریزدانه ای مرتب شده در فضا منسوب گردد. مقاله آنها یک بستر محاسباتی را بیان می‌کند که از گره‌های محاسباتی ریزدانه ای پخش شده در فضا به وجود آمده‌است که این‌ها تنها با نزدیک‌ترین همسایه‌های خود تعامل دارند. در این زمینه، ماده قابل برنامه ریزی به مدلهای محاسبه شده شبیه به اتوماسیون سلولی و اتوماسیون شبکه ای گازی اشاره دارد. معماری CAM-8 نمونه تحقق سخت‌افزاری در این مدل است. همچنین این عملکرد در برخی از انواع علم ماشین‌سازی خود تکرار به اسم «ناحیه‌های مرجع دیجیتالی» (DRA) شناخته می‌شود.
در اوایل دهه ۱۹۹۰، مقدار قابل توجهی کار در رباتیک قابل تنظیم مجدد با فلسفه ای شبیه به ماده قابل برنامه ریزی وجود داشت.
همان‌طور که فناوری نیمه هادی، فناوری نانو و فناوری دستگاه خودجایگزین پیشرفت کرده‌اند، استفاده از اصطلاح ماده قابل برنامه ریزی تغییر کرده‌است تا بازتاب این واقعیت باشد که مجموعه ای از عناصر را می‌توان ساخت که در واقعیت قابلیت دارند برای تغییر خصوصیات فیزیکی خود «برنامه ریزی» شوند، نه فقط در شبیه‌سازی. پس می‌توان گفت، ماده قابل برنامه ریزی به معنای «هر ماده حجمی است که قابلیت برنامه ریزی برای تغییر خصوصیات فیزیکی خود را دارد» است.
در تابستان ۱۹۹۸، در بحثی در مورد اتمهای مصنوعی و ماده قابل برنامه ریزی، ویل مک‌کارتی و جی اسنایدر لفظ "quantum wellstone" (یا به سادگی "wellstone") را ابداع کردند تا بتوانند این شکل فرضی اما قابل قبول از ماده قابل برنامه ریزی را توصیف کنند. مک‌کارتی در داستان خود از این اصطلاح استفاده کرده‌است.
در ۲۰۰۲، ست گلدشتاین و تاد موری پروژه claytronics را در دانشگاه کارنگی ملون شروع کردتد تا مکانیسم‌های اساسی سخت‌افزاری و نرم‌افزاری لازم برای درک ماده قابل برنامه ریزی را بررسی کنند.
در ۲۰۰۴، گروه علوم و فناوری اطلاعات دارپا (ISAT) پتانسیل ماده قابل برنامه ریزی را بازرسی کرد.نتیجه این موضوع در ۲۰۰۶–۲۰۰۵ مطالعه «تحقق ماده قابل برنامه ریزی» شد، که یک برنامه چند ساله برای تحقیق و توسعه ماده قابل برنامه ریزی طرح کرده‌است.
در ۲۰۰۷، ماده قابل برنامه ریزی موضوع تحقیق DARPA و برنامه آتی آن بود.

## رویکردها
در یک نگرش، از دید ماده، برنامه ریزی می‌تواند بیرونی باشد و ممکن است با استفاده از «کاربرد نور، ولتاژ، برق یا مغناطیسی و غیره» حاصل شود. (McCarthy 2006). به عنوان مثال، صفحه نمایش کریستال مایع نوعی ماده قابل برنامه ریزی است. نگرش دوم این است که واحدهای انفرادی گروه می‌توانند محاسبه کنند و نتیجه محاسبه آنها در خصوصیات فیزیکی جمع تغییر ایجاد می‌کند. نمونه ای از شکل بلند پروازانه تر ماده قابل برنامه ریزی ،claytronics می‌باشد.
بسیاری طرح‌های اجرایی پیشنهادی از ماده قابل برنامه ریزی وجود دارد. مقیاس یکی از تفاوتهای کلیدی بین انواع مختلف ماده قابل برنامه ریزی است. در یک انتهای طیف ماژولار روباتیک قابل تنظیم مجدد، نوعی ماده قابل برنامه ریزی را دنبال می‌کند که واحدهای جداگانه در محدوده اندازه سانتیمتر باشند. در انتهای طیف و در مقیاس نانو، تعداد عظیمی از اصول مختلف برای ماده قابل برنامه ریزی وجود دارد، از مولکولهای تغییر شکل دهنده گرفته تا نقاط کوانتومی. در حقیقت نقاط کوانتومی اغلب اوقات به عنوان اتم‌های مصنوعی شناخته می‌شوند. در مقیاس میکرومتر تا دامته کمتر از میلی‌متر مثال‌های شامل واحدهای مبتنی بر MEMS، از سلول‌های تشکیل شده از زیست‌شناسی مصنوعی و همچنین از مفهوم مه نرم استفاده می‌کنند.
یک زیر گروه مهم از مواد قابل برنامه ریزی مواد رباتیک هستند، که ترکیب جنبه‌های ساختاری یک کامپوزیت مرکب با کاربردهای ارائه شده توسط اختلاط محکم حسگرها، محرک‌ها، محاسبات و ارتباطات، در حالی که فوق پیکر بندی دوباره توسط حرکت ذرات.

## مثال‌ها
مفاهیم زیادی در مورد ماده قابل برنامه ریزی وجود دارد، بنابراین بسیاری از راه‌های مجزای تحقیق از نامگذاری جدا استفاده می‌کنند. در زیر چند نمونه خاص از مواد قابل برنامه ریزی وجود دارد.

### ساده
این دسته شامل موادی هستند که می‌توانند براساس برخی از ورودی‌ها ویژگی‌های خود را تغییر دهند، اما به تنهایی توانایی انجام محاسبات پیچیده را ندارند.

#### مایعات پیچیده
با استفاده از یک جریان یا ولتاژ، می‌توان ویژگی‌های فیزیکی چندین مایع پیچیده را تغییر داد، همان‌طور که در مورد کریستال‌های مایع وجود دارد.

#### فرامواد
فرامواد کامپوزیت‌های مصنوعی هستند که می‌توان آن‌ها را کنترل کرد تا واکنش‌هایی نشان دهند که در طبیعت و در حالت عادی رخ نمی‌دهد. یک نمونه که توسط دیوید اسمیت و سپس توسط جان پندری و دیوید شوری ارائه شده‌است از ماده ای است که می‌تواند ضریب شکست خودش را تنظیم کند یه طوری که نقاط مختلف ماده دارای ضرایب شکست متفاوتی باشد. اگر به‌طور صحیح تنظیم شود، این می‌تواند به "invisibility cloak" منجر شود.
نمونه دیگری از فراماده قابل برنامه ریزی مکانیکی توسط برگامینی و همکارانش ارائه شده‌است. در اینجا، یک باند عبور در phononic bandgap، با بهره‌گیری از سختی متغیر عناصر پیزوالکتریک تکه‌های خردشده آلومینیوم به صفحه آلومینیوم متصل می‌شود تا یک phononic crystal مانند کار وو و همکاران ایجاد کند. عناصر پیزوالکتریک بر روی سلف‌های مصنوعی به زمین‌می‌خورند. در اطراف فرکانس رزونانس مدار LC که توسط پیزوالکتریک و سلفها تشکیل شده‌است، عناصر پیزو الکتریک تقریباً سختی صفر را نشان می‌دهند، بدین ترتیب از صفحه جدا می‌شوند. این نمونه ای از فرامواد مکانیکی قابل برنامه ریزی محسوب می‌شود.

#### مولکولهای تغییر شکل
یک قسمت بسیار فعال تحقیقات در مولکول‌هایی است که می‌توانند در پاسخ به محرک خارجی، شکل و همچنین سایر ویژگی‌های خود را تغییر دهند. این مولکول‌ها را می‌توان به صورت جداگانه یا به‌طور انبوه برای شکل‌دادن انواع جدیدی از مواد استفاده کرد. به عنوان مثال، گروه فراسر استودارت در UCLA در حال تولید مولکول‌هایی است که می‌توانند خصوصیات الکتریکی خودشان را تغییر دهند.

#### آهنرباهای الکترومغناطیسی
آهنربای الکترومغناطیسی نوعی آهنربا است که هم از مواد الکترومغناطیس و هم از یک آهنربای دائمی دو قطبی تشکیل شده‌است، که در آن از میدان مغناطیسی تولید شده توسط الکترومغناطیس برای تغییر خاصیت مغناطیسی آهنربای دائمی مورد استفاده قرار می‌گیرد. آهنربای دائمی از مواد مغناطیسی سخت و نرم تشکیل شده‌است که فقط مواد دارای خاصیت مغناطیسی نرم قابلیت تغییر خاصیت آهنربایی آن را دارند. هنگامی که مواد مغناطیسی نرم و سخت دارای مغناطیس مخالف هم دیگر هستند، آهنربا هیچ میدان خالصی ندارد و زمانی که دارای مغناطیس موافق هم شوند، آهنربا رفتار مغناطیسی را بروز می‌دهد.
آنها این موقعیت را قراهم می‌کنند تا آهنرباهای دائمی قابل کنترل ایجاد شود که در آن‌ها اثر مغناطیسی بدون نیاز به تأمین مداوم انرژی الکتریکی حفظ شود. به همین دلایل، آهنرباهای الکترومغناطیسی اجزای اساسی مطالعات تحقیقاتی با هدف رسیدن به آهنرباهای قابل برنامه ریزی هستند که می‌توانند سازه‌هایی با قابلیت ساختن خودشان به وجود آورند.

### رویکردهای مبتنی بر روباتیک

#### رباتیک ماژولار خود تنظیم شونده
رباتیک ماژولار خود تنظیم شونده (SRCMR)، گرایشی از رباتیک است که در آن گروهی از ماژول‌های اصلی ربات با هم فعالیت می‌کنند تا به صورت پویا اشکال را ساخته و رفتارهای مناسبی را برای بسیاری از امور، شبیه به مواد قابل برنامه ریزی به وجود آورند. SRCMR قصد دارد با معرفی بسیاری از امکانات جدید، پیشرفت قابل توجهی را در بسیاری از اشیا و سیستم‌ها ایجاد کند. مثلاً: ۱. مهمترین این امکانات انعطاف‌پذیری غیر قابل باور است که از توانایی تغییر ساختار فیزیکی و رفتار یک راه حل با تغییر نرم‌افزاری که ماژول‌ها را کنترل می‌کند ناشی می‌شود. ۲. امکان ترمیم خودکار با تعویض اتوماتیک یک ماژول شکسته، راه حل SRCMR را فوق‌العاده مقاوم می‌کند. ۳. با استفاده مجدد از ماژولهای مشابه در بسیاری از راه حلهای مختلف، باعث کاهش تأثیر محیط می‌شود. رباتیک ماژولار با پیکربندی مجدد دارای جامعه تحقیقاتی پر جنب و جوش و فعالی است.

#### Claytronics
Claytronics یک حوزه نو ظهور از مهندسی است و مربوط به ربات‌های قابل تنظیم مجدد در مقیاس نانو (''claytronic atoms"، یا catoms) که برای ایجاد ماشین آلات یا مکانیسم‌ها در مقیاس‌های بزرگتر طراحی شده‌اند. این catomsها رایانه‌های زیر میلیمتر خواهند بود که در نهایت امکان جابجایی، برقراری ارتباط با رایانه‌های دیگر، تغییر رنگ و به صورت الکترواستاتیک به سایر گربه‌ها متصل می‌شوند تا شکل‌های مختلفی ایجاد کنند.

#### اتوماسیون سلولی
اتوماسیون سلولی یک مفهوم مفید برای انتزاع برخی از مفاهیم واحدهای جدا از هم در تعامل برای ارائه یک واکنش مطلوب است.

### چاه‌های کوانتومی
چاه‌های کوانتومی می‌توانند یک یا چند الکترون را در خود نگه دارند. این الکترونها همچون اتمهای مصنوعی رفتار می‌کنند که مشابه اتمهای واقعی می‌توانند پیوندهای کووالانسی تشکیل دهند، اما اینها بسیار ضعیف هستند. به دلیل اندازهٔ بزرگتر آن‌ها، سایر خواصشان نیز به‌طور گسترده متفاوت است.

### زیست‌شناسی مصنوعی

ریبوزوم یک دستگاه بیولوژیکی است که از دینامیک پروتئین در نانولوله‌ها برای سنتز پروتئین‌ها استفاده می‌کند.

زیست‌شناسی مصنوعی زمینه ای از زیست‌شناسی است که تلاش آن برای مهندسی سلول‌ها با «عملکردهای بیولوژیکی نوین» است.  این سلول‌ها معمولاً برای ساخت سیستم‌های بزرگتر (مثلاً، بیوفیلم‌ها) استفاده می‌شوند که می‌توانند با کمک شبکه‌های ژن مصنوعی مانند سوئیچ‌های اهرمی ژنتیکی، برای «تغییر رنگ خود، شکل خود و غیره» برنامه ریزی شوند. این رویکردهای bioinspired برای تولید مواد، با استفاده کردن از مواد بیوفیلم باکتریایی که خود را سر هم می‌کنند، می‌تواند برای کارهای خاصی از جمله چسبندگی زیر لایه، قالب نانوذرات و عدم تحرک پروتئین برنامه ریزی شود، نشان داده شده‌است.

## بیشتر خواندن
- Goldstein, Seth Copen; Campbell, Jason; Mowry, Todd C. (June 2005). "Programmable Matter". IEEE Computer. 38 (6): 99–101. doi:10.1109/MC.2005.198.
- McCarthy, Wil (2006). "Programmable Matter FAQ".
- McCarthy, Wil (2003). Hacking Matter: Levitating Chairs, Quantum Mirages, and the Infinite Weirdness of Programmable Atoms. New York: Basic Books. ISBN 978-0-465-04428-3.
- Yim, Mark; Shen, Wei-Min; Salemi, Behnam; Rus, Daniela; Moll, Mark; Lipson, Hod; Klavins, Eric; Chirikjian, Gregory (March 2007). "Modular Self-Reconfigurable Robot Systems". IEEE Robotics & Automation Magazine. 14 (1): 43. doi:10.1109/MRA.2007.339623.